# Klockan klämtar för dig (film)
Klockan klämtar för dig (originaltitel: For Whom the Bell Tolls) är en amerikansk film från 1943 i regi och produktion av Sam Wood, baserad på Ernest Hemingways roman med samma titel från 1940. Filmens huvudroller spelas av Gary Cooper och Ingrid Bergman.

## Medverkande (urval)
| Gary Cooper       | – Robert Jordan |
| Ingrid Bergman    | – María         |
| Akim Tamiroff     | – Pablo         |
| Arturo de Córdova | – Agustín       |
| Vladimir Sokoloff | – Anselmo       |
| Mikhail Rasumny   | – Rafael        |
| Fortunio Bonanova | – Fernando      |
| Eric Feldary      | – Andrés        |
| Victor Varconi    | – Primitivo     |
| Katina Paxinou    | – Pilar         |
| Joseph Calleia    | – El Sordo      |
| Lilo Yarson       | – Joaquin       |
| Alexander Granach | – Paco          |
| Adia Kuznetzoff   | – Gustavo       |
| Leonid Snegoff    | – Ignacio       |